# Senecio mattfeldianus
Senecio mattfeldianus là một loài thực vật có hoa trong họ Cúc. Loài này được Cabrera miêu tả khoa học đầu tiên năm 1950.